# Star Generation
"Star Generation" é uma canção gravada por James Brown. Foi lançada como single em 1979 e alcançou o número 63 da parada R&B. Também aparece no álbum The Original Disco Man.